# Muonio
Pour l’article homonyme, voir Muonio (rivière).
Muonio (anciennement Muonionniska, Lapon du Nord Muoná) est une municipalité du nord-ouest de la Finlande, en Laponie.

## Géographie
Bordée par la Suède, elle fait face à la commune de Pajala, de l'autre côté de la rivière Muonio. Côté finlandais de la frontière, elle est bordée par Enontekiö au nord, Kittilä à l’est et Kolari au sud.
Muonio est un pays montagneux du nord-ouest de la Laponie, dont les plus hauts monts sont le Taivaskero (809 m), Keimiötunturi (610 m) et Ruototunturi (572 m).
La commune comprend la partie sud du parc national de Pallas-Yllästunturi, et notamment le massif du Pallastunturi qui a été récemment cédé par la commune de Kittilä, accroissant ainsi la superficie de la commune de 7,5 %.
Les plus grands lacs de Muonio sont Jerisjärvi, Äkäsjärvi, Vuontisjärvi et Kangosjärvi.
Les principales rivières de Muonio sont Äkäsjoki, Kangosjoki, Keräsjoki, Kuerjoki, Muonionjoki, Pakajoki, Saijanjoki et Siosjoki.

## Démographie
Depuis 1980, l'évolution démographique de Muonio est la suivante :
| Année      | 1980  | 1985  | 1990  | 1995  | 2000  | 2005  |
| ---------- | ----- | ----- | ----- | ----- | ----- | ----- |
| population | 2 812 | 2 881 | 2 846 | 2 698 | 2 512 | 2 418 |

| Année      | 2010  | 2015  | 2020  |
| ---------- | ----- | ----- | ----- |
| population | 2 401 | 2 358 | 2 321 |

### Conseil municipal
Les sièges des 17 conseillers municipaux sont répartis comme suit:
| Parti   | Parti                              | Sièges 2021–2025 |
| ------- | ---------------------------------- | ---------------- |
|         | Parti social-démocrate de Finlande | 2                |
|         | Vrais Finlandais                   | 1                |
|         | Parti de la Coalition nationale    | 5                |
|         | Parti du centre                    | 6                |
|         | Alliance de gauche                 | 2                |
|         | Chrétiens-démocrates               | 1                |
| Sources |                                    |                  |

### Subdivisions administratives
Munio compte 3 villages : Ala-Muonio, Kätkäsuvanto et Yli-Muonio et l'agglomération Muonion kirkonkylä.

## Transports
La route nationale 21 (Tornio-Kilpisjärvi) traverse Muonio.
La seututie 954 va de Muonio à la frontière entre la Finlande et la Suède.
Muonio est sur la route des aurores boréales.
La distance jusqu'à Tornio est de 262 kilomètres et jusqu'à Kilpisjärvi de 200 kilomètres.

## Sciences
Muonio a donné son nom à un astéroïde, (1472) Muonio, découvert par l'astronome finlandais Yrjö Väisälä.

## Personnalités
- Yrjö Kokko, écrivain
- Katri Vala, poétesse
- Kalev Ermits, biathlète
- Johanna Ojala-Niemelä, femme politique

## Galerie

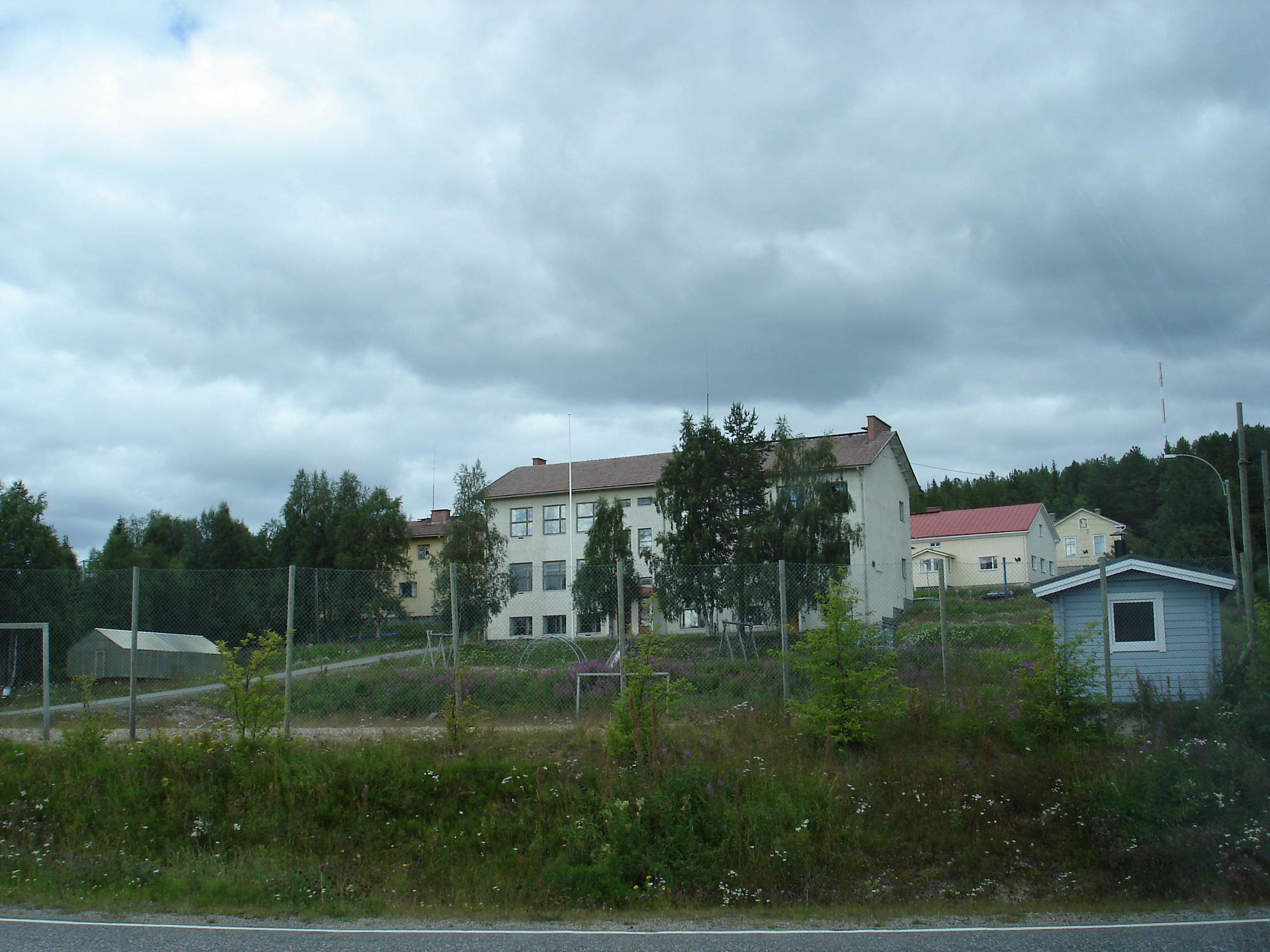
Écoles de Ylimuonio.
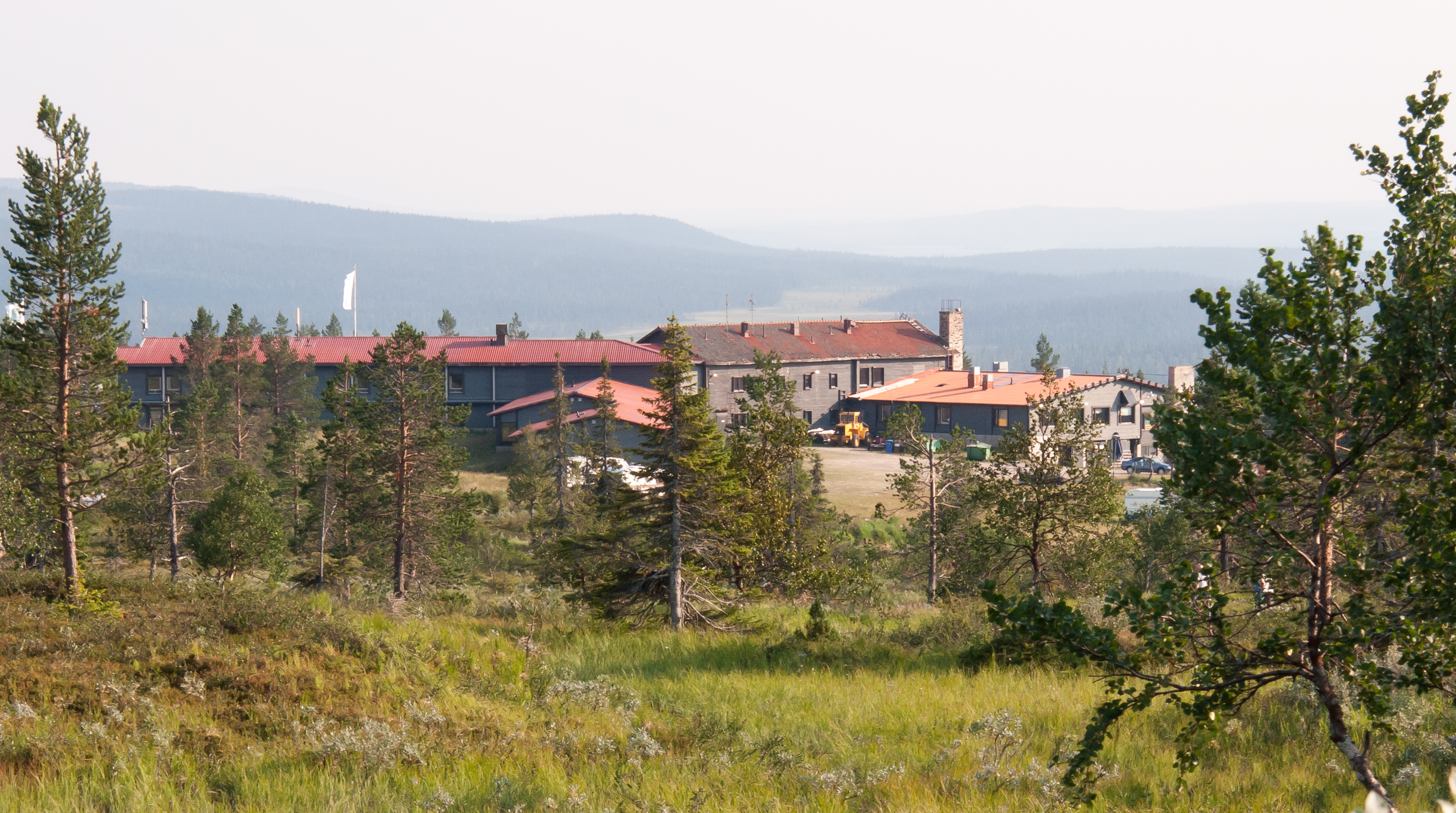
Hôtel Pallas.
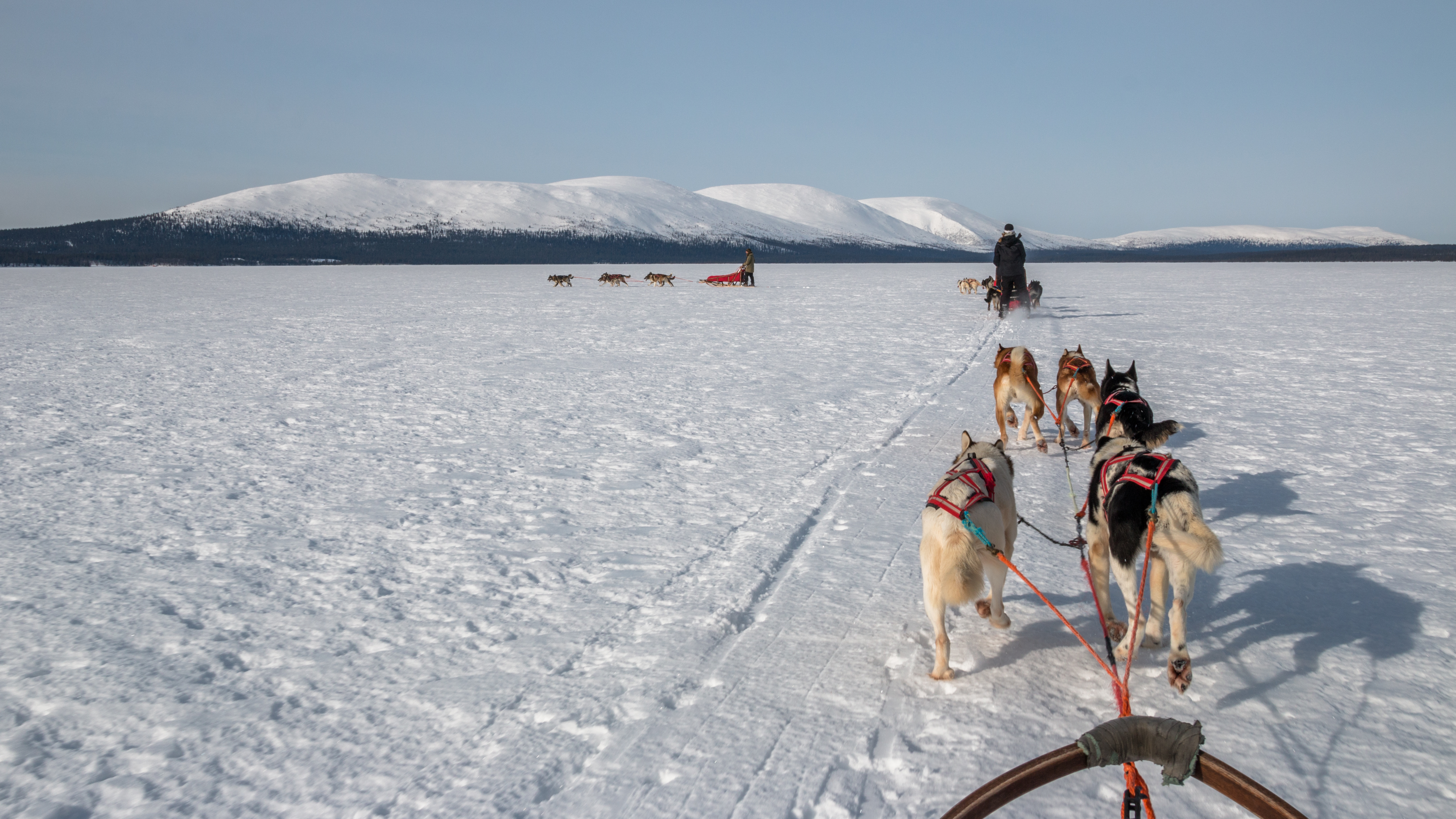
Lac Pallasjärvi.